# Tečkovaný rytmus

Noty se dvěma tečkami. Příklad ze smyčcového kvartetu ор.74 č. 2 Josepha Haydna. (Další tečky nad dvěma osminovými notami „d“, jsou tečky staccatové

V západní hudební notaci tečka, která je za notou, prodlužuje její délku o polovinu. (Grafické znaménko tečkovaného rytmu (tečky) za notou je třeba rozlišovat od staccatových teček, které se píší nad či pod hlavičkou noty).

## Popis
Používání teček z důvodu prodloužení délky tónu se začalo již v 10. století, i když přesná hodnota prodloužení je sporná (viz neumy).
V západní hudební notaci tečka, která je za notou, prodlužuje její délku o polovinu. Je-li například délka noty dvě doby pak bude mít táž nota s tečkou hodnotu tří dob. Tečkou může být prodloužena nota jakékoli délky, přičemž prodloužení pomocí teček je rovnocenné se zápisem základní noty, která je spojena ligaturou s dalšími notami. K notě může být přidán i větší počet teček, přičemž množství teček slouží k prodloužení noty o {\displaystyle 1-{\tfrac {1}{2^{n}}}} původní délky noty (tzn. 1,5, 1,75, 1,875, 1,9375, 1,96875,…).

## Notace

Noty s tečkami a jejich prodloužení. Ligatury jsou rovnocenné s tečkami.

Je-li nota součástí akordu, pak se tečka píše ke každé notě: .

## Dvojité a trojité prodloužení
Rovněž v hudební praxi je možné použít dvě a více teček k prodloužení délky, přičemž nota se dvěma tečkami se rovná 1¾ (1 + ½ + ¼) délky původní noty, a nota se třemi tečkami odpovídá délce 1⅞ (1 + ½ + ¼ + ⅛). Jedním ze známých příkladů užití not se třemi tečkami je preludium č. 3 F. Chopina G dur ор. 28.